# وليد الشعلة
وليد بخيت حامد آدم (11 نوفمبر 1998 - ) هو لاعب كرة قدم سوداني محترف، يلعب حالياً كمهاجم، وكذلك يلعب مع منتخب السودان لكرة القدم. بدأ مسيرته الاحترافية في نادي الشعلة بدوري الدرجة الأولى. لذا أطلق عليه اسم وليد الشعلة.

## المسيرة الاحترافية
بدأ مسيرته مع نادي الشعلة البحراوي في دوري الدرجة الأولى قبل أن ينتقل إلى أهلي الخرطوم ولعب في صفوفه موسمي 2014 و2015. ثم انتقل بعدها إلى الهلال ولعب في صفوفه سبع مواسم محققاً معه لقب الدوري 3 مرات والكأس مرة واحدة. كما حقق لقب هداف الدوري موسم 2018 برصيد 16 هدفاً.
في عام 2022 خاض تجربة قصيرة مع النادي العربي الكويتي على سبيل الإعارة دامت أربعة أشهر، حقق معه بطولتي كأس السوبر الكويتي وكأس ولي العهد، قبل أن يعود إلى نادي الهلال.

## الإنجازات

### مع الأندية
الهلال
- الدوري السوداني الممتاز (3): 2016، 2017، 2021.
- كأس السودان (1): 2016.

 العربي
- كأس ولي العهد (1): 2021–22.
- كأس السوبر الكويتي (1): 2022.

### فردية
- هداف الدوري السوداني الممتاز (1): 2018.

## وصلات خارجية
- National Football Teams (بالإنجليزية)